# Бельгийские языковые льготы

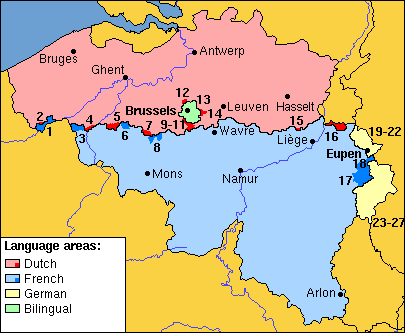
Карта регионов с режимом языковых льгот

Языковые льготы (фр. facilités linguistiques, нидерл. (taal)faciliteiten, букв. «облегчённый языковой режим») — название особого языкового режима в ряде территориально-административных единиц Бельгии. Коммуны с языковыми льготами существуют в регионах и с нидерландским, и с французским, и с немецким официальным языком. По состоянию на 2010 год языковые льготы предусмотрены в 25 коммунах Бельгии.

## История
Фламандский национализм конца XIX — начала XX веков добился строгой территориальной привязки двух основных официальных языков страны и введения жёстких ограничений на употребление французского языка во Фландрии. Из-за более высокой рождаемости фламандцев и небольшого распространения смешанных браков, их ассимиляция во франкоязычную среду происходила не в демографической, а в социально-экономической плоскости, в первую очередь через франкоязычное образование, которое родители часто предпочитали давать своим детям как более престижное. Но вертикаль образования на французском языке во Фландрии была полностью разрушена в 1960-х годах.
Франкофоны Фландрии стали обязаны использовать только нидерландский язык в официальной сфере. Благодаря своему численному перевесу (60 %) и возрастающему экономическому благополучию, фламандцы получили в 1962—1963 гг. то, что они хотели: бельгийская языковая граница гарантировала, по крайней мере де-юре, языковую гомогенность основной части Фландрии. Но под давлением франкофонов были проявлены уступки в многочисленных смешанных языковых зонах вдоль языковой границы. В результате, в тех регионах страны, где по последней языковой переписи 1947 года официальные языковые меньшинства (франкофоны, фламандцы или немецкоязычные бельгийцы) составляли свыше 30 % населения, законы от 8 августа 1962 года и 2 августа 1963 года провозглашали принцип защиты их базовых языковых прав. Данные группы получили ряд строго ограниченных языковых прав, которые затем политики и пресса стали называть «языковые льготы», хотя этот термин в законе не фигурирует.

## Характеристика

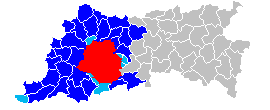
7 муниципалитетов с языковыми льготами для франкофонов так называемой Брюссельской периферии выделены голубым цветом

Сам термин «льготы», «поблажки» и «облегчения» в законах не употребляется, он был введён позднее для описания прав населения данных регионов.
- К примеру, франкофоны, живущие в данных муниципалитетах, наделённых подобными льготами, имеют право отправлять своих детей во франкоязычные детские сады и начальные школы, полностью финансируемые Фламандским сообществом. Среднее и высшее образование, однако, доступно в них лишь на нидерландском языке и наоборот.
- Вся публичная информация для населения в этих общинах должна предоставляться как на нидерландском, так и на французском языках. Франкоязычные имеют право получать ряд официальных документов на французском языке или требовать их бесплатного перевода. Фламандские власти некоторых из них сейчас требуют запроса на перевод для каждого подобного обращения, что вызывает негодование франкофонов. Дело в том, что многие фламандцы считают, что данные льготы были введены в 1960-х годах с целью облегчить быструю интеграцию франкофонов в нидерландоязычное общество, а потому они были задуманы как временные, и их давно пора отменять. К этому выводу их подталкивает и то, что в льготно-языковых регионах Валлонии нидерландский язык уже почти не используется из-за низкого спроса. Франкофоны Фландрии, напротив, категорически против отмены льгот, воспринимая их как навечно данное им федеральное право, учитывая, что в некоторых из них франкофоны уже давно составляют растущее большинство. Именно по этой причине компромисс 1960-х начал постепенно рушиться. Особенно показателен пример Брюссельской периферии, где франкофоны массово «выплёскиваются» в спальные районы окружающей их официально нидерландоязычной территории.

## Особенности
Льготные языковые районы, согласно закону, должны иметь одноязычные службы (то есть их администрация проводит заседания и ведёт внутреннюю документацию только на одном официальном языке региона), но с населением она может общаться и принимать от него заявления также и на втором законодательно прописанном языке. Конечно, льготно-языковые регионы сильно различаются по площади, численности населения и доли франкоязычных в их населении и, что немаловажно, в административном аппарате льготных коммун.

## Конфликтный потенциал
Льготные коммуны являются центрами этноязыкового конфликта в стране. Брюссельская периферия представляла особый случай. К примеру, доля франкофонов в Линкебеке поднялась с 30 % в 1947 до 85 % в 2006. Поэтому во всех льготных коммунах периферии администрация и бургомистры на 60—85 % являются франкофонами, так как их избрал постепенно офранцузившийся электорат данных регионов. Тем не менее, согласно закону, в здании горсовета мэрам этих коммун теоретически нельзя даже разговаривать друг с другом по-французски, что они делают в знак протеста. У стен мэрий этих коммун постоянно проводятся митинги, марши протеста, на их двуязычных вывесках постоянно идёт «война граффити». Коммуны Валлонии, имеющие языковые льготы для немцев и фламандцев, напротив, подобным накалом страстей не отличаются. Также мирно складываются отношения между франкоязычным меньшинством и большинством в официально немецкоязычной зоне на востоке страны.